# Restless
Restless este discul single de debut al formației olandeze de metal simfonic, Within Temptation. Acesta este extras de pe albumul Enter, iar din pricina slabei difuzări la posturile radio, piesa nu a obținut nicio de poziție în topurile din Olanda